# Ľubomír Paulovič

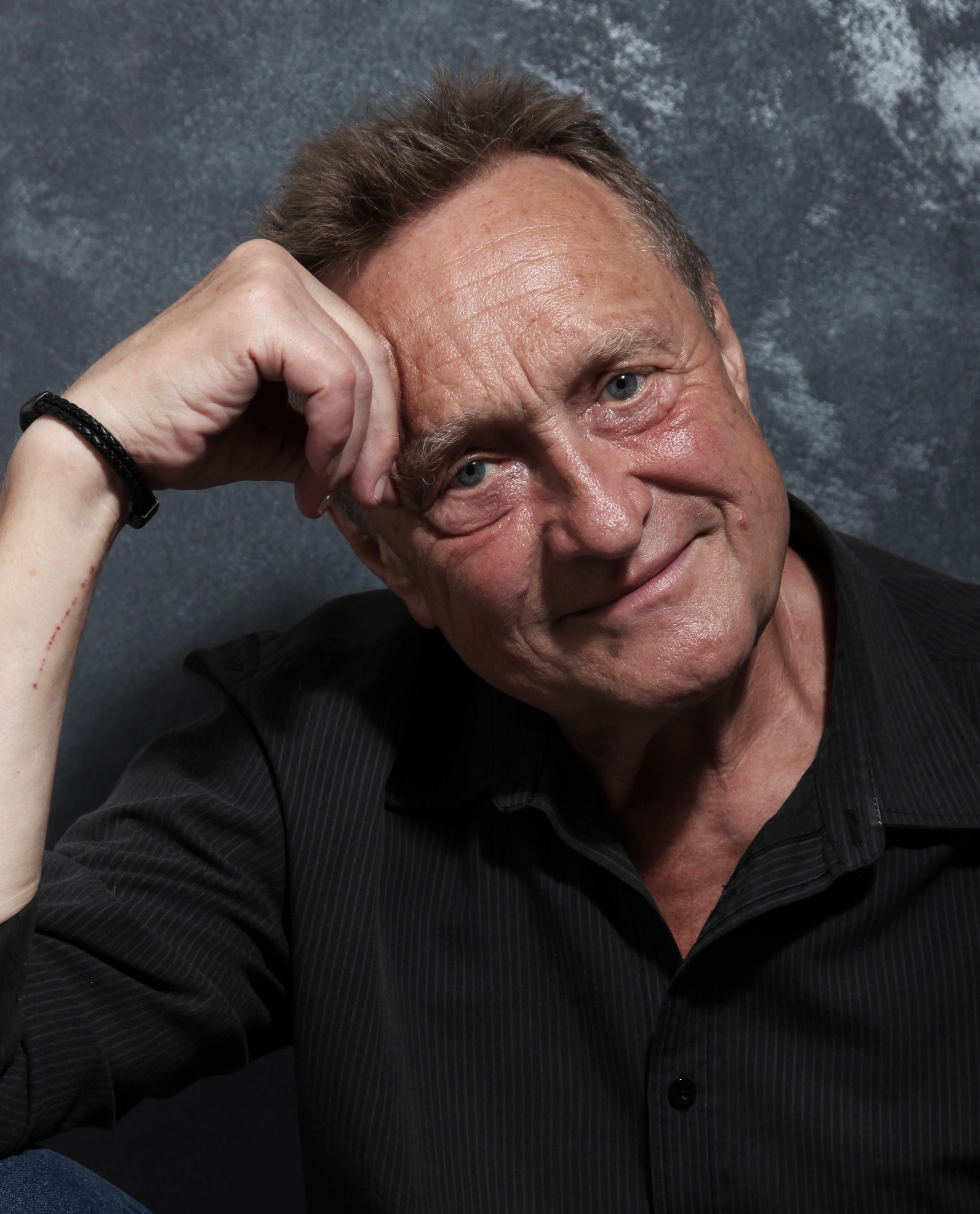
Ľubomír Paulovič, 2023

Ľubomír Paulovič (* 7. November 1952 in Prašice, Tschechoslowakei; † 15. August 2024 in Chorvátsky Grob, Slowakei) war ein slowakischer Schauspieler.

## Leben
Ľubomír Paulovič wurde 1952 in Prašice geboren.
1974 hatte Paulovič in dem Fernsehfilm Studené podnebie seinen ersten Auftritt. 1981 stand er in der Miniserie Na banu klopajú erstmals für das Fernsehen vor der Kamera. In der Miniserie Verfluchtes Erbe hatte er 1986 erstmals eine wiederkehrende Rolle. 2008 bis 2011 erhielt Paulovič in der Fernsehserie Panelák eine wiederkehrende Rolle.

## Filmografie
- 1974: Studené podnebie (Fernsehfilm)
- 1976: Pani Heléne (Fernsehfilm)
- 1976: Rozhodnutie (Fernsehfilm)
- 1977: Tapákovci (Fernsehfilm)
- 1978: Vrazda na 31. poschodí (Fernsehfilm)
- 1979: Die Todeswand bin ich (Ja Jsem Stena Smrti)
- 1979: Tri svadby (Fernsehfilm)
- 1979: Monsieur Batmanov (Fernsehfilm)
- 1979: Hra na telo
- 1979: Ein Grab im ewigen Eis (Fernsehfilm)
- 1980: Karlas Ehen
- 1980: Pomocník (Fernsehfilm)
- 1980: O dievcine Rozprávocke (Fernsehfilm)
- 1980: Anonym (Fernsehfilm)
- 1981: Kubo (Fernsehfilm)
- 1981: Nocní jazdci
- 1981: Na banu klopajú (Miniserie)
- 1981: Bicianka z doliny (Fernsehfilm)
- 1982: Otec
- 1982: Sie weidete Pferde auf Beton (Pásla kone na betóne)
- 1982: Obycajný príbeh (Fernsehfilm)
- 1982: Cukor (Fernsehfilm)
- 1982: Clavijo (Fernsehfilm)
- 1983: Der Salzprinz (Soľ nad zlato)
- 1983: Kozubovci (Fernsehfilm)
- 1983: Klúce od mesta (Fernsehfilm)
- 1983: Barbari (Fernsehfilm)
- 1984: Der Sommerbaum
- 1984: Tod am Stadtrand (Radikalni Rez)
- 1984: Vynálezy hodinára Aurela (Fernsehserie, Folge 1x03)
- 1984: V bludisku pamäti
- 1984: Pravom lásky (Fernsehfilm)
- 1984: Mudry Matko a Blazni (Fernsehfilm)
- 1984: Jazda na spiacom obrovi (Fernsehfilm)
- 1984: Dom pod morusou (Fernsehfilm)
- 1984: Dies Irae (Fernsehfilm)
- 1985: Vivat academia (Fernsehfilm)
- 1985: Búrka (Fernsehfilm)
- 1985: Pipo schafft alle (Fernsehserie)
- 1985: Muz, ktery nemel strach (Fernsehfilm)
- 1985: Mladsí brat (Fernsehfilm)
- 1986: Verfluchtes Erbe (Alzbetin dvor, Miniserie, 2 Folgen)
- 1986: Hriech (Fernsehfilm)
- 1987: Kirmes (Hody)
- 1988: Prípad porucíka Seeborna (Fernsehfilm)
- 1988: Peter a Pavel (Fernsehfilm)
- 1988: O Dzaudarovi a jeho bratoch (Fernsehfilm)
- 1989: Rabaka
- 1989: Täter unbekannt (Fernsehserie, Folge 1x07)
- 1989: Letiace tiene (Fernsehfilm)
- 1989: Královstvo kaluzí (Fernsehfilm)
- 1989: Chlapec a pes (Miniserie)
- 1990: Veselý regiment zien (Fernsehfilm)
- 1990: Neziadúci úcinok (Fernsehfilm)
- 1991: Ruzová Anicka (Fernsehfilm)
- 1991: Mário, zapískaj! (Fernsehfilm)
- 1992: Gemini
- 1992: Lepsie byt bohaty a zdravy ako chudobny a chory (Lepšie byť bohatý a zdravý ako chudobný a chorý)
- 1993: Výhybky (Miniserie)
- 1994: Na krásnom modrom Dunaji
- 1994: Zurvalec (Fernsehfilm)
- 1994: Duo Zemganno (Miniserie, 2 Folgen, Sprechrolle)
- 1994: Kúzelník Tobiás (Miniserie)
- 1995: …kone na betóne
- 1995: Dvadsatstyri hodín zo zivota istej zeny (Fernsehfilm)
- 1995: Zuzka Turanová (Fernsehfilm)
- 1995: Sny podla Renoira (Fernsehfilm)
- 1995: Medzihra (Fernsehfilm)
- 1995: Divadelná komédia (Fernsehfilm)
- 1996: Starozitné zrkadlo (Miniserie, 2 Folgen)
- 1997: Projekt: Peacemaker (The Peacemaker)
- 1998: Knieza (Fernsehfilm)
- 2000: Ako divé husi (Miniserie, 2 Folgen)
- 2002: Zostane to medzi nami
- 2004: Konecná stanica (Konečná stanica)
- 2005: Záchranári (Fernsehserie, 6 Folgen)
- 2005: Rodinné tajomstvá (Fernsehserie, Folge 1x01)
- 2005: Ticho (Fernsehfilm)
- 2006: Rajonové blues (Fernsehfilm)
- 2008–2011: Panelák (Fernsehserie, 186 Folgen)
- 2009: Pokoj v dusi (Pokoj v duši)
- 2009: 1943 – Kampf ums Vaterland (Nedodrzany slub)
- 2009: Zeny mojho muza
- 2009: 3 Seasons in Hell (3 sezóny v pekle)
- 2009–2011: Keby bolo keby (Fernsehserie, 22 Folgen)
- 2010: Legenda o Lietajúcom Cypriánovi (Legenda o Lietajucom Cyprianovi)
- 2010: Akte Kajínek (Kajínek)
- 2010: Orest z rodu carodejnikov (Fernsehfilm)
- 2011: Vystrel navyse (Fernsehfilm)
- 2012: Pod povrchom (Fernsehserie)
- 2013: Martin a Venuse (Martin a Venuše)
- 2013: Klan (Fernsehserie)
- 2014: Chrobák v hlave (Fernsehfilm)
- 2014: Doktori (Fernsehserie)
- 2014: Kolonáda (Fernsehserie, Folge 1x07)
- 2015: Divoké kone (Fernsehserie)
- 2017: Prázdniny (Fernsehserie, 10 Folgen)
- 2017–2018: Ohnivý kure (Ohnivý kuře, Fernsehserie, 3 Folgen)
- 2018: Inspektor Max (Fernsehserie, 8 Folgen)
- 2019: Ostrým nozom (Ostrým nožom)
- 2019: Let There Be Light (Nech je svetlo)
- 2019: Die Schläfer (Miniserie, 2 Folgen)
- 2019: Delukse (Fernsehserie, 5 Folgen)
- 2021: Najhorsí týzden mojho zivota (Fernsehserie, 4 Folgen)
- 2021: Lajna (Miniserie, 2 Folgen)
- seit 2023: Vítaz (Miniserie)
- 2023: Perinbaba 2 A Dva Svety